# جی‌ام فایننشل
جی‌ام فایننشل (به انگلیسی: GM Financial) شرکت خدمات مالی آمریکایی است، که به‌عنوان بازوی ارائه خدمات مالی جنرال موتورز، در زمینه اجرای طرح‌های فاینانس و لیزینگ خودروهای این شرکت در ایالات متحده آمریکا و کانادا، همچنین اروپا و آمریکای لاتین فعالیت می‌کند.
شرکت جی‌ام فایننشل در سال ۱۹۹۲ تحت نام امری‌کردیت تأسیس شد و در ماه ژوئیه سال ۲۰۱۰ به ارزش ۳٫۵ میلیارد دلار توسط جنرال موتورز خریداری شد، تا جایگزین الای فایننشل گردد، که جی‌ام در سال ۲۰۰۶ از دست داده بود. دفتر مرکزی این شرکت در شهر فورت وورث، تگزاس قرار دارد.